# Escuma de la cervesa

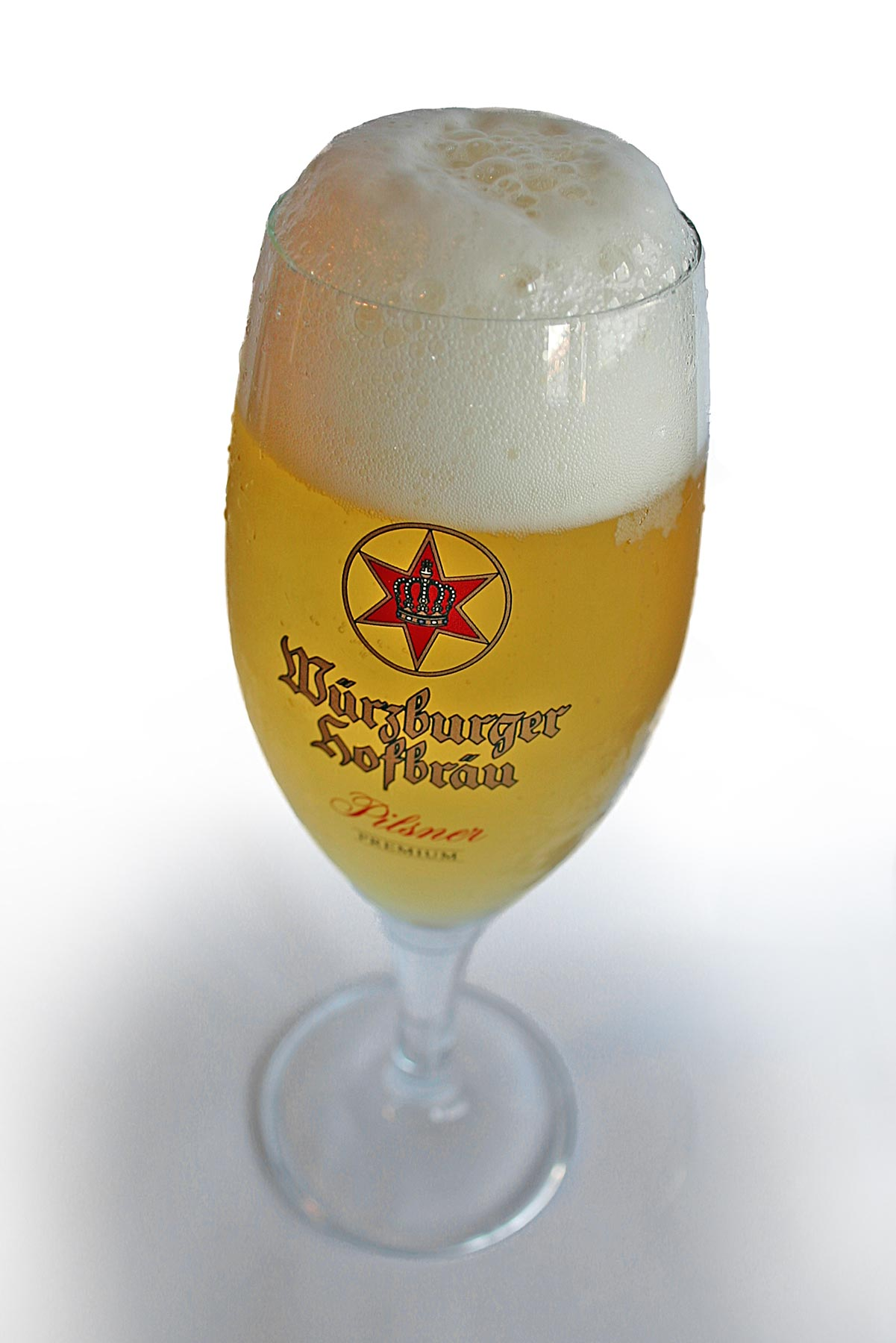
Cervesa amb molta escuma

L'escuma de la cervesa, concretament l'escuma de la part de dalt d'una ració de cervesa, està produïda per les bombolletes de gas, típicament de diòxid de carboni, que es dirigeixen cap a la superfície. Els elements que produeixen aquesta escuma són proteïnes del most de la cervesa (en anglès el wort) el llevat de la cervesa i els residus del llúpol. El diòxid de carboni que forma l'escuma es produeix durant la fermentació alcohòlica. La carbonatació pot passar abans o després d'embotellar la cervesa. Si la cervesa continua fermentant en l'ampolla, aleshores està carbonatada de manera natural i l'escuma de dalt es forma en obrir i/o abocar la cervesa. Si la cervesa es pasteuritza o es filtra aleshores la cervesa ha de ser forçada a carbonatar-se fent servir gas a pressió.
La densitat i la longevitat de l'escuma estaran determinades pel tipus de malt i cereals adjunts a partir del qual la cervesa va ser fermentada. Diferents processos de sacarificació (mash) i de fonts de cereals utilitzats influeixen en la retenció d'escuma. En general, el blat tendeix a produir escumes més grans i de major durada que en cas de fer servir l'ordi.

## Importància
Els consumidors de cervesa tendeixen a donar gran importància a l'escuma d'aquesta beguda: un excés d'escuma no és desitjable donat que es treu de la massa de la beguda (de manera similar a les begudes refrescants carbonatades), d'altra banda una cervesa es considera com incompleta si no té escuma a la part de dalt i a més s'espera una forma específica d'escuma segons sigui el tipus de cervesa. L'escuma té importància en l'aroma i també la seva quantitat redueix la quantitat de diòxid de carboni, reduint així els eructes. També l'escuma té una funció estètica i s'ha fet molts estudis científics sobre l'escuma cervesera.

## Química
L'escuma de dalt de la cervesa és un subproducte del metabolisme del llevat de cervesa el qual actua sobre els midons i els sucres que es troben en el most o suc de cervesa abans de la fermentació.
La densitat de la cervesa depèn de la presència de diòxid de carboni i són les matèries com ara els polipèptids amfipàtics els que determinen la mida, forma i llargada de l'escuma.
L'escuma de la cervesa consta de polpèptids de cinc classificacions que es divideixen per la seva hidrofobicitat relativa. A mesura que s'incrementa la hidrofòbia dels grups de polipèptids ho fa l'estabilitat de l'escuma.
La carbonatació ocorre quan el diòxid de carboni es dissol en aigua o en solució aquosa.

## Additius escumants de la cervesa
Degut a la participació de l'escuma en l'estètica de la cervesa, algunes empreses cerveseres inclouen additius alimentaris en la cervesa per tal d'estabilitzar-ne l'escuma i fer que duri més temps en el got. Alguns d'aquests additius són l'alginat de propilenglicol (codi E:E-405) Antigament s'emprava el sulfat de cobalt. Altres mètodes són la injecció de gas nitrogen (N₂) en el líquid per estabilitzar l'escuma. El promotor d'aquest efecte amb nitrogen va ser la cervecera irlandesa Guinness. La menor pressió parcial del nitrogen genera unes bombolles més xiques i una cervesa més de color crema.